# Juan y Manuela
Juan y Manuela es una serie de Televisión española, estrenada el 16 de abril de 1974.

## Argumento
La serie, con guiones de Ana Diosdado, que también fue su protagonista, narra la historia de Manuela, una chica que abandona el altar poco antes de contraer matrimonio y en su huida se topa con el joven Juan. Desde ese momento sus vidas se entrecruzan constantemente.

## Reparto
- Jaime Blanch ... Juan
- Ana Diosdado ... Manuela
- José Antonio Ferrer ... Jaime
- Fernando Delgado ... Leopoldo
- Amelia de la Torre ... Abuela
- Charo López ... Teresa
- Celia Ballester ... Lola
- José Blanch ... Prior
- Camino Delgado
- Alfonso del Real ... Rafa
- Mary González ... Madre de Juan
- Ricardo Lillo
- Carmen Maura ... Patricia
- Joaquín Pamplona ... Gregorio
- Terele Pávez ... Doncella
- Magda Roger ... Serafina
- Mercedes Sampietro ... Ángeles
- Raúl Sender ... Padre Antonio
- Blanca Sendino ... Cocinera
- María Silva ... Estrella
- José Vivó ... Cosme